# زبان اشاره اندونزیایی
زبان اشاره اندونزیایی زبان اشاره‌ای است که توسط ناشنوایان و کم شنوایان در اندونزی استفاده می‌شود.